# Sergio Rotman
Sergio Rotman (n. Buenos Aires, Argentina, 6 de noviembre de 1963) es un músico y compositor de rock argentino, reconocido por ser el saxofonista de la banda   Los Fabulosos Cadillacs y en menor medida por su grupo en paralelo Cienfuegos. Desde 1999 fue integrante de la banda de Mimi Maura. También se trabaja en dos bandas más: El Siempreterno, junto a Fernando Ricciardi, Ariel Minimal, Álvaro «Ruso» Sánchez y Mimi Maura, y en Los Sedantes, junto a Álvaro Sánchez en bajo, Dante Clementino en teclados y Mimi Maura en voz, proyecto del que también fue parte Horacio Villafañe.

## Biografía

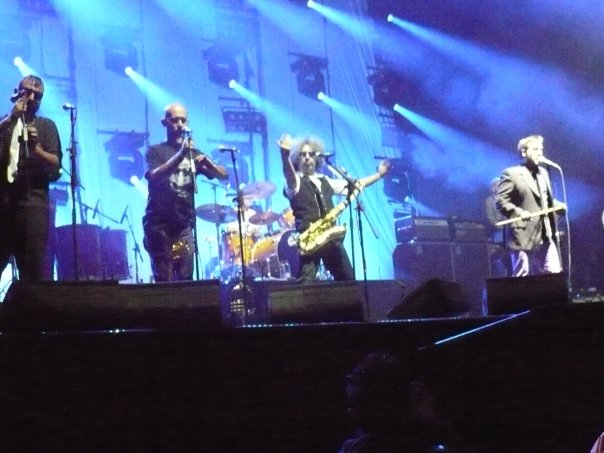
Rotman junto a Los Fabulosos Cadillacs en Medellín, Colombia (2009).

Rotman formó parte de Los Fabulosos Cadillacs en 1985 hasta 1997, con la grabación del exitoso álbum Fabulosos Calavera. Con Los Fabulosos Cadillacs gana el primer premio Grammy americano que se le otorga a un grupo argentino. A partir de allí, decidió dedicarse de lleno a su proyecto propio, la agrupación de punk rock, llamada Cienfuegos, fundada en 1983. Esta banda estuvo activa durante veintisiete años y editó un total de cuatro trabajos discográficos. Se separaron en el año 2007.
En 1999 edita junto a su esposa, la cantante puertorriqueña Midnerely Acevedo, el primer disco de la banda Mimi Maura. Rotman ha participado en álbumes de diferentes artistas, sin dejar de lado a Cienfuegos y Mimi Maura. Retornó con Los Fabulosos Cadillacs en 2008, participando del álbum La luz del ritmo y El arte de la elegancia, lanzado en 2009.
Además, entre otras cosas participó como músico y/o productor en discos de Los Auténticos Decadentes, Todos Tus Muertos y Los Cafres.
El 31 de marzo de 2021 subió a las plataformas su último trabajo, llamado "Odio".
En octubre de 2024, Rotman anunció su separación de Mimi Maura, con quien llevaba 28 años de unión.

## Discografía
- Bares y fondas (1986)
- Yo te avisé!! (1987)
- El ritmo mundial (1988)
- El satánico Dr. Cadillac (1989)
- Volumen 5 (1990)
- Sopa de caracol (1991)
- El león (1992)
- Vasos Vacíos (1993)
- Rey azúcar (1995)
- Fabulosos Calavera (1997)
- La luz del ritmo (2008)
- El arte de la elegancia (2009)

Con Cienfuegos
- Cienfuegos (1997)
- NS/NC (1998)
- Hacia el cosmos (1999)
- Veinticincoseis dosmilcuatro (2004)

Con Mimí Maura
- Mimi Maura (1999)
- Raíces de pasión (2001)
- Noches de pasión (2001)
- Misterio (2002)
- Frenesí (2004)
- 63-68-74 (2004)
- Mirando caer la lluvia (2007)
- Días de sol (2010)
- Días de sol (Special dub version) (2011)
- Mimi Maura - Edición Boricua (compilado) - (2011)
- Mimi Maura - Adiós a los Tiempos/Quemapuentes - (2011) (7")
- La herida (2012)
- En vivo en NIceto Club 15 años (2015)
- Kiseki (2015) CD y vinilo

Con el Siempreterno
- El Siempreterno (2010)
- Hacia el mar de carbón (2012)
- El Siempreterno - Bajo este Sol/Full Coma - 2012 (7")
- Para siempre (2014)

Con Los Sedantes
- Los Sedantes
- Los Sedantes (simple 7")
- Los Sedantes (Post Mortem)
- Los Sedantes - Lado A: De Regreso/Tren Lento - Lado B: Pequeña Iglesia/Descansaré - 2013 (7")
- Los Sedantes (EP: La Fe Ciega)

Con Canary Records (sello independiente de Sergio & Mimi)
- El Fuego del Amor (8 canciones de Jeffrey Lee Pierce por Sergio Rotman y amigos) - (2002)

Solista
- Rotman (2019)
- Odio (2021)